# Assol (piosenkarka)
Assol (ros., ukr. Ассоль), właśc. Kateryna Ihoriwna Humeniuk (ukr. Катерина Ігорівна Гуменюк, ros. Екатерина Игоревна Гуменюк; ur. 4 lipca 1994 w Doniecku) – ukraińska piosenkarka, kompozytorka, autorka tekstów piosenek i aktorka, śpiewająca głównie w języku rosyjskim. Pierwsze znaczące sukcesy sceniczne odniosła w wieku dziecięcym. Nagrała wówczas ponad 20 piosenek, wydała dwa albumy, wystąpiła na dwóch dużych koncertach solowych oraz w 10 teledyskach i jednym filmie fabularnym.

## Życiorys
Urodziła się w zamożnej rodzinie wpływowego ukraińskiego oligarchy Ihora Mykołajowycza Humeniuka – byłego (po 2006 honorowego) prezesa kompanii «ARS» SA (ros., ukr. ЗАО «АРС») będącej potentatem na ukraińskim rynku węgla koksującego i koksu, współwłaściciela sieci hoteli «Rixos», od kilku lat zajmującego miejsce w pierwszej setce rankingu najbogatszych ludzi Ukrainy według magazynu «Фокус» (93 poz. w 2012 z majątkiem ocenianym na 125,2 mln USD), powiązanego z Rinatem Achmetowem (1. miejsce w ww. rankingu) członka tzw. grupy donieckiej, byłego doradcy premiera Ukrainy Wiktora Janukowycza, w latach 2006–2012 deputowanego do Rady Najwyższej Ukrainy V i VI kadencji z ramienia Partii Regionów.
Matką, a także producentem wykonawczym Assol, jest Wiktorija Myrosławiwna Humeniuk.
Assol ma młodszego brata Ołeha (ur. 5 lipca 2001) oraz starszą siostrę przyrodnią Alonę (ur. 24 lutego 1985), która zajmuje się modą i zarządza siecią butików z ekskluzywną odzieżą w Doniecku i Dniepropetrowsku.
W 2000 rozpoczęła naukę w Ogólnokształcącej Specjalistycznej Fizyczno-Matematycznej Szkole nr 17 w Doniecku. Pierwsze lata nauki szkolnej zbiegły się z okresem bardzo szybkiego rozwoju kariery wokalnej, aktywnej działalności koncertowej i wzrostu popularności Assol.
W IV i V edycji Konkursu Piosenki Eurowizji Junior (2006 i 2007) – już jako młoda gwiazda estrady – przedstawiała wyniki głosowania ukraińskich telewidzów.
W latach 2008–2009 uczyła się w college’u w Londynie. Jednocześnie doskonaliła tam znajomość języka angielskiego oraz pobierała lekcje śpiewu, a także tańca estradowego u choreografów Madonny i Britney Spears.
W 2010–2011 Kateryna Humeniuk była słuchaczką kursu przygotowawczego na Wydziale Prawa Narodowego Uniwersytetu Kijowskiego im. Tarasa Szewczenki – zamierzała studiować w Instytucie Stosunków Międzynarodowych na tej uczelni, uchodzącym za prestiżowy i cieszącym się dużą popularnością wśród dzieci ukraińskich polityków, dyplomatów i biznesmenów. Od jesieni 2011 podjęła jednak studia na Kijowskim Narodowym Uniwersytecie Kultury i Sztuk Pięknych w Instytucie Biznesu Hotelowo-Restauracyjnego i Turystycznego (ukr. Інститут готельно-ресторанного і туристичного бізнесу).

### Pseudonim artystyczny
Assol to imię bohaterki baśni Ałyje parusa (ros. Алые паруса, pol. Szkarłatne żagle; 1916, wyd. 1923) autorstwa rosyjskiego pisarza pochodzenia polskiego Aleksandra Grina, zekranizowanej jako melodramat w ZSRR w 1961 przez Aleksandra Ptuszkę – dziewczynie, po śmierci matki wychowywanej przez ojca-marynarza, która oczekuje spełnienia się przepowiedni staruszka Egla: wypatruje księcia mającego przypłynąć statkiem o szkarłatnych żaglach i dla tego uważanej przez jej otoczenie za niespełną rozumu. Ale bajka ma szczęśliwy koniec – statek o szkarłatnych żaglach dowodzony przez pięknego kapitana zakochanego w Assol przypłynął i zabrał Assol w nowe szczęśliwe życie.
Lektura baśni wywarła na Katerynie Humeniuk tak duże wrażenie, iż przyjęła imię Assol jako swój pseudonim sceniczny, choć sam pomysł wyszedł od Igora Czernika – moskiewskiego kompozytora i autora tekstów, uważanego za współtwórcę projektu artystyczno-marketingowego «Assol».
O baśniowej Assol opowiada też tytułowa piosenka z albumu Ałyje parusa (ros. Алые паруса, pol. Szkarłatne żagle), która stała się przebojem i na wiele lat znakiem rozpoznawczym młodej wokalistki. Motywy z baśni o Assol zostały ponadto wykorzystane w oprawie koncertów Kateryny.
4 kwietnia 2010 na stronie poświęconej m.in. Assol, prowadzonej przez fanów, ukazała się informacja, iż piosenkarka oficjalnie zmieniła dane personalne z Kateryna Ihoriwna Humeniuk na Assol Ihoriwna Humeniuk, ale Assol, pytana o to kilka miesięcy później, konsekwentnie zaprzeczała.
Niemniej jednak jest do tego imienia bardzo przywiązana:

Ja na imię Katia właściwie się nie odzywam! To jest niejako [do Assol] przywykłam!

Niechęć producenta Ołeksandra Sirego do ujawnienia prawdziwej tożsamości Assol, o czym wspomina S. Wołochow, wydaje się wskazywać na to, iż przyjęcie pseudonimu mogło mieć także znaczenie pragmatyczne – ukrywało związek rodzinny z ojcem-milionerem, chroniło prywatność całej rodziny i zmniejszało ryzyko porwania dziecięcej wokalistki dla okupu. Dziennikarz ustalił jednak prawdziwe nazwisko Assol oraz jej pochodzenie i ujawnił to w marcu 2002.

### Kariera wokalna
- Okres dziecięcy – narodziny gwiazdy Assol

I stałe zęby jeszcze małej nie wyrosły, co było – jak wyznali producenci – głównym problemem podczas pracy w studiu.

Pierwsze kroki w karierze wokalnej stawiała – jako piosenkarka dziecięca – już w wieku 3 lat. Debiut sceniczny, jeszcze w wieku przedszkolnym, miał miejsce w Doniecku w dziecięcym zespole Krapłynky (ukr. Краплинки, pol. Kropelki). Początkowo śpiewała piosenki w języku ukraińskim.
W lipcu 2000 zwyciężyła w konkursie dziecięcym na 9. Międzynarodowym Festiwalu Sztuk «Słowiański Bazar w Witebsku» (biał. Міжнародны фестываль мастацтваў «Славянскі базар у Віцебску», ros. Международный фестиваль искусств «Славянский базар в Витебске», ang. The International Festival of Arts «Slavianski Bazaar in Vitebsk») na Białorusi.
Rok 2000 okazał się przełomowym w artystycznym życiu pięcioletniej wówczas Assol – jeden z jej występów obejrzał Ołeksandr Siry – producent i prezes ukraińskiej Grupy Medialnej «LeveL». Odtąd rozwojem jej kariery zajęli się – w porozumieniu z rodzicami Assol – profesjonaliści: wspomniany Ołeksandr Siry, a także Ołeh Woronowy – szef agencji reklamowej, Jurij Nikitin – producent muzyczny i Igor Czernik – pochodzący z Moskwy kompozytor i autor tekstów piosenek. W ciągu kilkunastu miesięcy powstał śmiały projekt artystyczno-marketingowy «Assol», którego pierwszy etap obejmował trzy lata, zaś pełna realizacja miała objąć okres 30 lat. Dzięki rodzinie Assol w poddonieckiej Makiejewce powstało studio choreograficzne, w którym młoda artystka przez wiele lat ćwiczyła taniec estradowy wraz z grupą baletową «Assol», stworzoną wyłącznie dla niej.
Na początku 2002 ukazał się debiutancki album Assol Ałyje parusa (ros. Алые паруса, pol. Szkarłatne żagle), zawierający 8 piosenek (6 autorstwa Igora Czernika oraz 2 covery, w tym jeden zaśpiewany w jęz. angielskim, pozostałe – w jęz. rosyjskim) i taneczny remiks utworu tytułowego. Do owego remiksu oraz do piosenek „Taniec pod dożdiom” (ros. „Танец под дождём”, pol. „Taniec w deszczu”), „Uletajut sny” [ros. „Улетают сны”, pol. „Ulatują sny”] i „Moja mama” (ros. „Моя мама”) zrealizowano także teledyski. Pod względem muzycznym album należy do stylu popowego, wyjątkami są oba covery – „W sientiabrie” (ros. „В сентябре”, pol. „We wrześniu”) z rep. amerykańskiego zespołu Earth, Wind & Fire (tytuł oryginalny: „September”) – w stylu disco/soul – i „The Girl from Ipanema” z rep. Astrud Gilberto – w stylu bossa nova. Pierwszy nakład albumu wyniósł 10 tys. egzemplarzy, a zamierzano nim podbić głównie rynek rosyjski.
Wydaniu płyty towarzyszyła profesjonalna kampania reklamowa oraz dwie tury koncertów: Assol i jejo druzja (ros. Ассоль и её друзья, pol. Assol i jej przyjaciele) w 2002 oraz Zwiezda Assol (ros. Звезда Ассоль, pol. Gwiazda Assol) w 2003. Koncert Assol i jejo druzja odbył się 2 marca w Donieckim Narodowym Akademickim Teatrze Opery i Baletu im. Anatolija Sołowjanenki, a poprzedziła go zorganizowana dzień wcześniej konferencja prasowa w Międzynarodowym Centrum Biznesu w Doniecku. Trwał półtorej godziny, złożyło się na niego 9 utworów. Rozpoczął się od odtworzenia na telebimie pozdrowień i życzeń dla Assol, które przekazali dziecięcej wokalistce jej sławni rodacy: aktor, piosenkarz i spiker Anton Mucharski, zespół 4 Korolja, piosenkarka Ani Lorak, wokalista i kompozytor Ołeksandr W. Ponomariow, tyczkarz Serhij Bubka i ówczesny dyrektor wydziału programów rozrywkowych ukraińskiej stacji telewizyjnej Inter (ukr. Інтер) Ilja J. Nojabriow. Na scenie solistce towarzyszyło kilka zespołów baletowych i waltornista Arkadij F. Szyłkłoper w roli Czarodzieja. Recenzje były bardzo przychylne – uznano, że Assol panowała zarówno nad sobą, jak i nad widownią, krytycy muzyczni dostrzegli artyzm i profesjonalizm w wykonaniu piosenek.
Fragmenty swojego pierwszego koncertu Assol zaprezentowała także podczas gali zorganizowanej z okazji dziesięciolecia ukraińskiego PrivatBanku.
Nagranie płyty i występ Assol na solowym koncercie w tak młodym wieku okazały się wydarzeniami bez precedensu, co zauważyły działające w Rosji Międzynarodowa Agencja Rekordów i Osiągnięć (ros. Международное Агентство Рекордов и Достижений) oraz Rosyjski Komitet ds. Rejestracji Rekordów Planety (ros. Российский комитет по регистрации рекордов планеты). Assol została wpisana na listy rekordzistów i otrzymała od Komitetu dwa dyplomy w kategoriach «Najmłodszy wykonawca, który wydał płytę CD» i «Najmłodszy wykonawca, który wystąpił w solowym koncercie» (w wieku 7 lat, 7 miesięcy i 26 dni).
Ważnym wydarzeniem w karierze Assol była premiera teledysku w reż. Ołeksandra Sirego do pieśni „Wkrajino moja!” (ukr. „Вкраїно моя!”, pol. „Moja Ukraino!”), która miała miejsce 11 grudnia 2002 w Centrum Prasowym Narodowego Pałacu Sztuk „Ukraina” w Kijowie. Z uznaniem odnotowano fakt, iż po pierwszej rosyjskojęzycznej płycie Assol zaśpiewała tym razem po ukraińsku, a więc w języku urzędowym Ukrainy (ustanowionym przez Konstytucję 28 czerwca 1996). Teledysk wraz z tekstem pieśni zawierał liczne akcenty patriotyczne – umiłowanie ojczyzny, dumę i jedność narodu ukraińskiego oraz bliskie Ukraińcom obrazy: kozackie święta, tańce huculskie, chleb, dzbanek mleka. W części ujęć i na zdjęciu z okładki singla Assol wystąpiła w ludowym stroju ukraińskim.
Premiera nowej pieśni i teledysku Assol stała się wydarzeniem w życiu kulturalnym Ukrainy, niepodległej wówczas od zaledwie 11 lat. Pieśń określono nawet mianem prawdziwego hymnu pokolenia Assol, a jej wykonawczynię wyrazicielką całkiem nowej idei narodowej [...], uosabiającą myśli i pragnienia pokolenia rodzącego się i dorastającego w młodym niepodległym państwie. O tym etapie kariery Assol producent mówił:

Po tej robocie Assol pokochają nie tylko górnicy, ale i bankierzy, nacjonaliści i kosmopolici, lwowianie i doniecczanie... Takie pieśni bliskie są wszystkim, którym droga Ukraina i ludzie w niej żyjący.

Z założenia pieśń „Wkrajino moja!”, wraz z teledyskiem, miała stworzyć nowy, ukraiński wizerunek Assol, odmienny od znanego dotychczas z płyty Ałyje parusa i koncertu Assol i jejo druzja. Producenci mieli ponadto nadzieję, że będzie to początek pracy nad dużym albumem w języku ukraińskim, jednak – mimo przychylnego przyjęcia – tak się nie stało.
Kilka miesięcy później, 28 maja 2003, w głównej sali Narodowego Pałacu Sztuk «Ukraina» w Kijowie, mogącej pomieścić ponad 3 700 widzów, odbył się kolejny koncert promocyjny pt. Zwiezda Assol, którego program był bogatszy od poprzedniego z 2002: Assol zaśpiewała 13 utworów, w tym 3 niewydane wcześniej – „Dożdi projdut” (ros. „Дожди пройдут”, pol. „Deszcze przeminą”), „Wier´ w czudiesa” (ros. „Верь в чудеса”, pol. „Wierz w cuda”) i „Zwiezda” (ros. „Звезда”, pol. „Gwiazda”). Koncert trwał ponad dwie godziny, a kolejne piosenki Assol były przeplatane występami Czarodzieja (Arkadij F. Szyłkłoper) i zespołów tanecznych. Został zorganizowany – podobnie jak Assol i jejo druzja – z niezwykłym rozmachem i oprawą godną największych dorosłych gwiazd estrady, z wykorzystaniem bogatych środków technicznych – telebimu nad sceną, oświetlenia tradycyjnego i laserowego, sztucznych dymów, fajerwerków; między sceną a widownią zmontowano nawet basen, do którego w czasie trwania piosenki „Taniec pod dożdiom” padał deszcz. W trakcie wykonywania piosenek Assol towarzyszyła kilkudziesięcioosobowa grupa tancerzy – dziecięcych i dorosłych – pochodzących z zespołów tanecznych Doniecka i Kijowa.
Koncerty Assol i jejo druzja oraz Zwiezda Assol zostały zarejestrowane (z wykorzystaniem kranów kamerowych) przez telewizję. W trakcie montażu dodano techniką komputerową wiele efektów specjalnych, m.in. animację komputerową, a także – w zapisie koncertu Zwiezda Assol – stopklatki i zmienną prędkość odtwarzania obrazu. Tak opracowany zapis wideo został wielokrotnie wyemitowany przez kilka ukraińskich kanałów telewizyjnych, m.in. Inter (ukr. Інтер) i Perszyj kanał (ukr. Перший канал, УТ-1), a także kanał Publicznej Telewizji Rosyjskiej (ros. Общественное Российское Телевидение, ОРТ), dziś Pierwyj kanał.
Koszty realizacji projektu «Assol» są objęte tajemnicą handlową. Według szacunków ekspertów od rynku muzycznego sama kreacja i podtrzymywanie wizerunku Assol (produkcja teledysków, honoraria twórców, wynagrodzenia osób pracujących w ramach projektu, wynajem pomieszczeń, kampanie reklamowe) wymagały w latach 2001–2003 finansowania na poziomie od 0,5 mln do 1 mln USD rocznie. Osobną pozycję w wydatkach stanowiły koncerty – koszty organizacji koncertu Zwiezda Assol w 2003 eksperci ocenili na ok. 330 tys. USD.
Obok głównego nurtu działalności w ramach projektu «Assol» Kateryna Humeniuk występowała corocznie w latach 2001–2003 na Międzynarodowym Festiwalu Jazzowym «Do#Dż» (ukr. Международный Джазовый Фестиваль «Dо#Dж», ang. International Jazz Festival «Do#Dj») w Doniecku, śpiewając standardy jazzowe.
Koncert Zwiezda Assol był ostatnim tak wielkim solowym koncertem Assol w wieku dziecięcym. W jego finale zaśpiewała autobiograficzną piosenkę „Zwiezda” do słów Ołeksandra Sirego. Był to ostatni punkt projektu «Assol», który udało się zrealizować. Po kilku latach Ołeksandr Siry wspominał ze wzruszeniem, ale i nie bez goryczy:

Z pewnością najbardziej wzruszający był moment, kiedy po solowym koncercie Assol w sali koncertowej [Pałacu] «Ukraina» scenę zapełniły setki dzieci. Nie mylę się – setki. Najbardziej chwytający za serce był widok małych dzieci, chłopców i dziewczynek, które przez 20–25 minut oczekiwały na możliwość podejścia do Assol. I [wtedy] – kiedy jedno z tych dzieci, a był to 7–8-letni chłopiec, który wręczył Assol kwiaty i poprosił ją do tańca – coś ścisnęło mnie w gardle.
[...] Jeśli chodzi o Assol – w rodzinie zmieniły się plany i sprawami producenckimi zajęła się sama rodzina. My swoją pracę wykonaliśmy. Kropką nad «i» był solowy koncert w Narodowym Pałacu Sztuk «Ukraina» i telewizyjna wersja na kanale «Inter». Murzyn zrobił swoje...
[...] Nie czuję się dotknięty [faktem, że ani Aleksa, ani Assol nie wspominają mnie jako pierwszego producenta]. I Assol, i Aleksa, i wszyscy, którzy je otaczają, wiedzą, jak wszystko się zaczynało, skąd pierwsze piosenki, skąd pierwsze show, skąd księga rekordów – nierealne jest wymazać te fakty. Dlatego, że bez nich ani Assol, ani Aleksa nie byłyby tymi, kim są dziś. Mam nadzieję, że te dzieci, już jako dorosłe, zadzwonią kiedyś i powiedzą: «Dziękuję». A nie zadzwonią...

Po rozwiązaniu umowy z Ołeksandrem Sirym i Grupą Medialną «LeveL» rozkwit kariery Assol uległ wyraźnemu przyhamowaniu – wokalistka pojawiała się wprawdzie często na ekranach telewizyjnych i sporadycznie nagrywała nowe piosenki, jednak na nową płytę fani musieli poczekać pięć lat.
Wystąpiła m.in. w programach «Piesnia goda» (ros. «Песня года», pol. «Piosenka roku»), «Choroszyje piesni» (ros. «Хорошие песни», pol. «Dobre piosenki»), w grudniu 2005 w programach stacji Perszyj kanał «Szlagier goda» (ros. «Шлягер года», pol. «Szlagier roku») i «10 let Szlagieru» (ros. «10 лет Шлягеру», pol. «10 lat Szlagieru»). W tym ostatnim otrzymała dyplom za wykonanie piosenki „Sczitałoczka” (ros. „Считалочка”, pol. „Wyliczanka”), wraz z autorem i współwykonawcą Dmytrem ‘Murikiem’ Murawyckim.
W noc sylwestrową 2005/2006 wystąpiła w telewizyjnej premierze (na ukraińskim prywatnym kanale 1+1) musicalu Metro (ukr. Метро) w reż. Wiktora Pryduwałowa (Віктор Придувалов), w którym zaśpiewała pieśń „Kraj, mij ridnyj kraj” (ukr. „Край, мій рідний край”, pol. „Kraj, mój ojczysty kraj”).
W 2005 Assol rozpoczęła współpracę z Dmytrem ‘Murikiem’ Murawyckim (znanym głównie jako wokalista zespołu Green Grey), który napisał dla niej nowe piosenki i podjął się roli producenta.
Nowy album – w całości rosyjskojęzyczny O tiebie (ros. О тебе, pol. O tobie) – ukazał się dopiero w czerwcu 2008. Płyta zawierała 9 utworów i remiks piosenki „Ole-Ole-Ole” (ros. „Оле-Оле-Оле”), do trzech piosenek nakręcono w latach 2006–2007 teledyski („Ole-Ole-Ole”, „Snieg”, „Twoj Dien´ rożdienija”). Pod względem stylistycznym była wyraźnie odmienna w porównaniu do albumu debiutanckiego – zawierała mniej piosenek w stylu popu, większość stanowiły natomiast ostrzejsze utwory w stylu rhythm and bluesa, a ciekawym akcentem było rozkołysane „Rieggi” (ros. „Регги”, pol. „Reggae”).
Album O tiebie zakończył dziecięcy okres kariery Assol, a wkrótce po jego wydaniu wokalistka wyjechała do Wielkiej Brytanii.
- Okres młodzieńczy

W 2009 Assol podjęła okazjonalną współpracę z producentem muzycznym Dmitrijem M. Klimaszenką, która zaowocowała nagraniem kilku piosenek i nakręceniem teledysku, jednak w 2012 ją zerwała.
W latach 2009–2012 Assol nagrała 9 nowych piosenek, głównie w stylu rhythm and bluesa.
18 stycznia 2010 odbyła się oficjalna premiera piosenki „Ja nie priedam” (ros. „Я не предам”, pol. „Ja nie zdradzę”), mającej być zwiastunem kolejnego albumu. Tymczasem utwór ten, wraz z remiksem, oraz piosenka „Rasstojanije” (ros. „Расстояние”, pol. „Dystans”) zostały wydane w listopadzie 2010 w postaci dwóch digital single. W latach 2011–2012 znalazły się też na kilku albumach kompilacyjnych wydanych przez wytwórnię Moon w formacie MP3.
W kwietniu 2010 ukraińska publiczność ze zdumieniem przyjęła decyzję Assol o rezygnacji z udziału w finale eliminacji do corocznego Międzynarodowego Konkursu Młodych Wykonawców Muzyki Popularnej «Nowa Fala» (ros. Международный Конкурс Молодых исполнителей популярной музыки «Новая волна»), organizowanego w Jurmale na Łotwie od 2002. Decyzja była świadomym wyborem – Assol uznała, iż nie pogodzi przygotowań do konkursu ze szkolnymi sprawdzianami i egzaminami końcowymi, które czekały ją wiosną 2010 w związku z zakończeniem nauki w donieckiej szkole.
W tym samym czasie otrzymała od Eliany (wokalistki współpracującej z japońskim zespołem jazzowym Jazztronik, z którą uczyła się wokalistyki jazzowej w Londynie) zaproszenie na wspólny występ na fińskim April Jazz Festival, odbywającym się w dniach 28 kwietnia – 2 maja 2010 w Espoo w dzielnicy Tapiola.
Od czasu powrotu z Wielkiej Brytanii wielokrotnie występowała na zamkniętych imprezach korporacyjnych (przeciętna wysokość jej honorarium za taki występ to 3 tys. USD).
6 października 2012 Kateryna Humeniuk wzięła udział (pod własnym nazwiskiem), jako jedna z 268 uczestników, w kijowskich eliminacjach 3. ukraińskiej edycji telewizyjnego talent show «X Factor», ponieważ – jak doniosły media – postanowiła dowieść wszystkim, że jest rzeczywiście utalentowana i zdolna odnieść sukces także bez finansowego wsparcia rodziców. W programie zaśpiewała utwór „You Lost Me” z repertuaru Christiny Aguilery i decyzją jury stosunkiem głosów 3:1 awansowała do dalszego etapu. Przeciwny awansowi był krytyk muzyczny Siergiej Sosiedow, który docenił wprawdzie dobre przygotowanie wokalne, ale uznał, iż w wykonaniu piosenki było zbyt mało artyzmu.
13 października 2012 odbył się kolejny etap eliminacji, w którym Kateryna Humeniuk wystąpiła śpiewając wspólnie z Nazarem Chassanem i Sewil Welijewą piosenkę „Ajsbierg” (ros. „Айсберг”, pol. „Góra lodowa”) z repertuaru Ałły Pugaczowej. Jury zdecydowało, iż z trojga wykonawców awansuje jedynie Nazar Chassan.

### Kariera filmowa
Dorobek filmowy Assol to głównie teledyski, które zostały nakręcone do jej piosenek w latach 2001–2010. Wśród nich wyróżniają się fabularny autobiograficzny „Taniec pod dożdiom” (2001) i pełen patriotycznych akcentów „Wkrajino moja!” (2002).
W 2008 Assol po raz pierwszy pojawiła się na ekranie wyłącznie jako aktorka (wcześniej widzowie mogli ją zobaczyć tylko w teledyskach do jej piosenek) – w roli dziesięcioletniej księżniczki Anny Leopoldowny w VII części rosyjskiego telewizyjnego cyklu filmów historycznych Tajemnice przewrotów pałacowych (ros. Тайны дворцовых переворотов), zatytułowanej Wiwat, Anna! (ros. Виват, Анна!), w reż. Swietłany S. Drużyniny. Akcja tej części cyklu rozgrywa się w Rosji w pierwszej poł. XVIII w. Realizację zdjęć do filmu rozpoczęto w grudniu 2004. Premiera filmu odbyła się 16 grudnia 2008.
Nakręcony w 2010 teledysk do piosenki „Ja nie priedam” miał w zamyśle twórcy projektu – Dmitrija M. Klimaszenki – stać się pierwszą częścią pełnometrażowego filmu o życiu Assol. Sam projekt określono jako «intell.music film» – intelektualny film muzyczny, który dzieli się na krótkometrażowe klipy, jednak w związku z zerwaniem przez Assol współpracy z pomysłodawcą, jego dalszy los jest niepewny.

## Kontrowersje wokół kariery
Szybka kariera estradowa, znaczny rozmach solowych koncertów, występy w licznych programach telewizyjnych, wywiady i konferencje prasowe niespełna 8-letniej Assol wzbudziły przede wszystkim wątpliwości psychologów. Michaił Grinczenko, psycholog reality show, wskazywał na znaczną presję psychiczną, jakiej poddawane są dzieci-gwiazdy, porównując ją nawet ze stanem psychicznym uczestników wydarzeń wojennych. Menedżer Assol, Ludmiła Demczenko, dostrzegała także stan uzależnienia małej gwiazdy od działalności estradowej. Działalność ta miała też bardzo znaczny wpływ na codzienne prywatne życie Assol (konieczność pogodzenia kariery i pracy nad nią z nauką szkolną, otoczenie ścisłą ochroną osobistą).
Sztab ludzi pracujących nad realizacją projektu «Assol» czuwał m.in. nad kreacją medialnego wizerunku wokalistki, który został starannie przemyślany. Analizowano dobór repertuaru, odrzucano propozycje występów na niezbyt prestiżowych imprezach i w klubach nocnych. Menedżer Ludmiła Demczenko podsumowała swą funkcję w projekcie kilkoma słowami: Witać, towarzyszyć, chwalić, kochać, nie odstępować ani na krok. Dorastającą Assol zaczęto porównywać do Britney Spears z okresu, gdy była nastolatką, a współpracownicy Assol nie kryli zadowolenia z takiego porównania. Gdy jednak wizerunek dorosłej już Britney poważnie ucierpiał w wyniku wydarzeń w jej życiu osobistym, otoczenie Assol szybko się od niego odcięło.
Nie mniej kłopotliwe okazało się ujawnienie prawdziwej tożsamości Assol w połowie marca 2002 – pojawiły się wówczas głosy, iż za karierą Kateryny Humeniuk stoi nie talent, a zamożność jej ojca. Siergiej Wołochow – sprawca zdemaskowania – napisał wówczas eufemistycznie: I czego w Assol więcej – talentu czy ojcowskiej miłości – oceńcie sami. Oliwy do ognia dolały znacznie późniejsze (2010) wypowiedzi Assol, które – jako niezbyt fortunne – zostały natychmiast podchwycone przez ukraińskie tabloidy: Pieniędzy wydanych przeze mnie i mamę na jedne zakupy [modnych ubrań w Mediolanie] wystarczy w stu procentach na jedno Porsche Cayenne, jestem pewna oraz Nie myślę, że tata pozwoli mi wyjść za jakiegoś zwykłego chłopaka. Dlatego, że ja sama bynajmniej nie z biednej rodziny.
W październiku 2012 przed występem w eliminacjach 3. ukraińskiej edycji programu «X Factor» Assol z przykrością w głosie powiedziała:

Nie jestem winna, że urodziłam się w takiej rodzinie. Ona jest nadzwyczajna i najlepsza, cokolwiek by mówiono. Chcę, żeby ludzie zaczęli postrzegać mnie jako artystę, który w czymś jest zdolny. I żeby nie pokazywali palcem i nie mówili: „ona śpiewa dlatego, że tatuś ma pieniądze...”

Udział Assol w eliminacjach zakończył się jednak porażką.
Niezależnie od kontrowersji wierni fani stanowią większość wśród osób, którym kariera Assol nie jest obojętna – w październiku 2012 jej fanklub w portalu vk.com skupiał ponad 3 300 zarejestrowanych użytkowników, zaś klub przeciwników w tym portalu liczył 44 zarejestrowanych użytkowników.

## Życie prywatne
Rodzinny dom Kateryny Humeniuk znajduje się w Doniecku – to duża strzeżona rezydencja kompanii «ARS» SA.
Gwałtowny wzrost popularności Assol, który nastąpił w 2002, zbiegł się z ujawnieniem jej prawdziwej tożsamości, co spowodowało, że rodzice – w trosce o bezpieczeństwo córki – zdecydowali się na objęcie jej profesjonalną ochroną, nawet podczas pobytu w szkole. W wywiadzie udzielonym w 2010 ukraińskiej stacji telewizyjnej Nowyj kanał (ukr. Новий канал) piosenkarka wspominała, iż początkowo chcieli nawet, by ochroniarz siedział z nią w klasie. Ostatecznie jednak oczekiwał na Assol w korytarzu, przy drzwiach.
Kateryna Humeniuk od dzieciństwa przyjaźni się z Ashley Olsen. Amerykańska aktorka gościła na przyjęciu, które Assol urządziła podczas wakacji w jednym z najlepszych hoteli w prowincji Antalya w Turcji z okazji swoich 15. urodzin, ofiarowując jej zdobiony brylantami wisiorek w kształcie mikrofonu zakupiony u Tiffany’ego. W rewanżu z ust Assol padła następująca deklaracja:

Skłaniam się ku temu, by dawać młodzieży tę muzykę, która jest jej potrzebna... I chyba jedna z moich nowych piosenek będzie poświęcona mojej dobrej przyjaciółce Ashley Olsen.

Po powrocie z Wielkiej Brytanii Assol zamieszkała sama w wynajętym przez rodziców czteropokojowym apartamencie w prawobrzeżnej centralnej części Kijowa – w rejonie peczerskim, ale starała się bywać jak najczęściej w domu rodzinnym w Doniecku.

## Ciekawostki
- W nagraniu podkładu instrumentalnego do pieśni „Wkrajino moja!” wzięli udział muzycy ukraińscy i rosyjscy, a także kanadyjski gitarzysta i polski klawiszowiec[49].

- Zdjęcia do teledysku „Wkrajino moja!” nakręcono w Mariupolu nad M. Azowskim (ujęcia nad urwiskiem), w rezerwacie «Chomutowski Step» w obwodzie donieckim (ujęcia z udziałem Kozaków i na tle scytyjskich tzw. bab kamiennych), we Lwowie (ujęcia na tle ratusza i na dziedzińcu renesansowej Kamienicy Królewskiej), w Kijowie (ujęcia na pomniku legendarnych założycieli miasta – Kija, Szczeka, Chorywa i Łybedzi – oraz na tle pomnika księcia Włodzimierza I Wielkiego), w okolicach Stryja (ujęcia na tle wiatraków), w Doniecku (ujęcia na Stadionie Olimpijskim i z udziałem górników w kopalni im. Gorkiego), w wioskach karpackich (sceny z udziałem dziecięcego zespołu Hałyczyna, ukr. Галичина, pol. Galicja), w Świętogorsku (ujęcia na tle Ławry Świętogórskiej – prawosławnego monastyru męskiego – i cerkwi św. Mikołaja)[31][49].
Najtrudniejsza i najbardziej niebezpieczna była realizacja ujęć nad urwiskiem w Mariupolu nad M. Azowskim. Z uwagi na warunki oświetleniowe Assol musiała być gotowa do zdjęć (z wykonanym makijażem) już o świcie – budzono ją więc o czwartej rano. Nad urwiskiem wiał wtedy silny wiatr, więc dla asekuracji ośmioletnią Assol przywiązano liną za nogi, a w pobliżu w trawie „zaległa” grupa wsparcia w osobach mamy i cioci[31].
Wstępną obróbkę zdjęć wykonano na Ukrainie i w Rosji, natomiast postprodukcja odbyła się w studiach szwedzkich[49].
- W pierwszej minucie teledysku do pieśni „Wkrajino moja!” wystąpił (razem z mamą) młodszy brat Assol – Ołeh, mający wówczas kilka miesięcy[31].
- W 2009 Assol była gościem Natalii Symoniny w programie «Dywys′!» (ukr. «Дивысь!») na ukraińskim kanale telewizyjnym ТЕТ. W rozmowie wspomniała, że istniał projekt stworzenia duetu Assol i Aliny Hrosu na wzór duetu Tatu, ale nigdy nie próbowano go zrealizować.
- Stryjeczna siostra Assol, Nastia Humeniuk, została w 1999 zwyciężczynią międzynarodowego konkursu piękności Little Miss Universe, który odbył się w Johannesburgu w Południowej Afryce[6].
- W maju 2006 rosyjski zespół Zimowie Zwieriej (ros. Зимовье Зверей) wydał na płycie Kak wzrosłyje (ros. Как взрослые, pol. Jak dorośli) utwór „Assol i Sery” (ros. „Ассоль и Серый”, pol. „Assol i Szary”). Skojarzenie z Assol – Kateryną Humeniuk – i jej pierwszym producentem Ołeksandrem Sirym (ros. Александр Серый) jest jednak przypadkowe – w rzeczywistości chodzi o postacie z baśni Ałyje parusa – Assol i kapitana statku, który nosił nazwisko Грей (z ang. Gray, pol. Szary)[50].

## Dyskografia

### Albumy
| Rok  | Album                                                  | Utwory | Autorzy                                                                         | Czas  |
| ---- | ------------------------------------------------------ | --- | ------------------------------------------------------------------------------- | ----- |
| 2002 | Ałyje parusa (ros. Алые паруса, pol. Szkarłatne żagle) | 1. „Ałyje parusa (radio edit)” [ros. „Алые паруса”, pol. „Szkarłatne żagle”]                                                                              | Muz. i sł. Igor Czernik                                                         | 03:55 |
| 2002 | Ałyje parusa (ros. Алые паруса, pol. Szkarłatne żagle) | 2. „Taniec pod dożdiom” [ros. „Танец под дождём”, pol. „Taniec w deszczu”]                                                                                | Muz. i sł. Igor Czernik                                                         | 04:06 |
| 2002 | Ałyje parusa (ros. Алые паруса, pol. Szkarłatne żagle) | 3. „Uletajut sny” [ros. „Улетают сны”, pol. „Ulatują sny”]                                                                                                | Muz. i sł. Igor Czernik                                                         | 03:19 |
| 2002 | Ałyje parusa (ros. Алые паруса, pol. Szkarłatne żagle) | 4. „Moja mama” [ros. „Моя мама”] | Muz. i sł. Igor Czernik                                                         | 05:10 |
| 2002 | Ałyje parusa (ros. Алые паруса, pol. Szkarłatne żagle) | 5. „W sientiabrie (radio edit)” [ros. „В сентябре”, pol. „We wrześniu”] – cover utworu „September” z rep. Earth, Wind & Fire, 1978                        | Muz. Maurice White, Al McKay, Allee Willis, sł. ros. Arkadij Sławorossow        | 03:31 |
| 2002 | Ałyje parusa (ros. Алые паруса, pol. Szkarłatne żagle) | 6. „Diewuszka iz Ipaniemy” („The Girl from Ipanema”) [ros. „Девушка из Ипанемы”, pol. „Dziewczyna z Ipanemy”] – cover utworu z rep. Astrud Gilberto, 1963 | Muz. Antônio Carlos Jobim, sł. ang. Jason Brazile                               | 03:42 |
| 2002 | Ałyje parusa (ros. Алые паруса, pol. Szkarłatne żagle) | 7. „Ałyje parusa (dance edit) [ros. „Алые паруса (dance edit)”, pol. „Szkarłatne żagle (wersja taneczna)”]                                                | Muz. i sł. Igor Czernik                                                         | 04:20 |
| 2002 | Ałyje parusa (ros. Алые паруса, pol. Szkarłatne żagle) | 8. „Nie wołnujsia, papa” [ros. „Не волнуйся, папа”, pol. „Nie przejmuj się, tato”]                                                                        | Muz. i sł. Igor Czernik                                                         | 04:21 |
| 2002 | Ałyje parusa (ros. Алые паруса, pol. Szkarłatne żagle) | 9. „Sołniecznaja doroga” [ros. „Солнечная дорога”, pol. „Słoneczna droga”]                                                                                | Muz. Igor Czernik, sł. Arkadij Sławorossow                                      | 04:15 |
| 2002 | Ałyje parusa (ros. Алые паруса, pol. Szkarłatne żagle) | Utwory 1–5 i 7–9 wykonane w jęz. rosyjskim, utwór 6. w jęz. angielskim. Premiera: luty/marzec 2002.                                                       | Łączny czas:                                                                    | 36:48 |
| 2008 | O tiebie (ros. О тебе, pol. O tobie)                   | 1. „Stoj-postoj” [ros. „Стой-постой”, pol. „Stój, zaczekaj”]                                                                                              | Muz. i sł. Dmytro ‘Murik’ Murawycki                                             | 03:20 |
| 2008 | O tiebie (ros. О тебе, pol. O tobie)                   | 2. „Sczitałoczka” [ros. „Считалочка”, pol. „Wyliczanka”] – z raperem Dmytrem ‘Murikiem’ Murawyckim                                                        | Muz. i sł. Dmytro ‘Murik’ Murawycki                                             | 03:19 |
| 2008 | O tiebie (ros. О тебе, pol. O tobie)                   | 3. „Rieggi” [ros. „Регги”, pol. „Reggae”] | Muz. i sł. Dmytro ‘Murik’ Murawycki                                             | 03:31 |
| 2008 | O tiebie (ros. О тебе, pol. O tobie)                   | 4. „Ole-Ole-Ole” [ros. „Оле-Оле-Оле”] | Muz. Dmytro ‘Murik’ Murawycki i Hennadij Djakonow, sł. Dmytro ‘Murik’ Murawycki | 03:26 |
| 2008 | O tiebie (ros. О тебе, pol. O tobie)                   | 5. „Ole-Ole-Ole (remiks)” [ros. „Оле-Оле-Оле (ремикс)”]                                                                                                   | Muz. Dmytro ‘Murik’ Murawycki i Hennadij Djakonow, sł. Dmytro ‘Murik’ Murawycki | 04:53 |
| 2008 | O tiebie (ros. О тебе, pol. O tobie)                   | 6. „Padajet snieg” [ros. „Падает снег”, pol. „Pada śnieg”]                                                                                                | Muz. i sł. Dmytro ‘Murik’ Murawycki                                             | 04:25 |
| 2008 | O tiebie (ros. О тебе, pol. O tobie)                   | 7. „Twoj Dien´ rożdienija” [ros. „Твой День рождения”, pol. „Twój dzień urodzin”]                                                                         | Muz. i sł. Dmytro ‘Murik’ Murawycki                                             | 03:53 |
| 2008 | O tiebie (ros. О тебе, pol. O tobie)                   | 8. „Niebo” [ros. „Небо”] | Muz. i sł. Dmytro ‘Murik’ Murawycki                                             | 04:21 |
| 2008 | O tiebie (ros. О тебе, pol. O tobie)                   | 9. „R’n’B star” [pol. „Gwiazda R’n’B”] | Muz. i sł. Dmytro ‘Murik’ Murawycki                                             | 03:12 |
| 2008 | O tiebie (ros. О тебе, pol. O tobie)                   | 10. „Spiczki – nie igruszka” [ros. „Спички – не игрушка”, pol. „Zapałki – nie zabawka”]                                                                   | Muz. i sł. Dmytro ‘Murik’ Murawycki                                             | 03:22 |
| 2008 | O tiebie (ros. О тебе, pol. O tobie)                   | Wszystkie utwory wykonane w jęz. rosyjskim. Album wydała wytwórnia Astra (ukr. Астра). Premiera: 3 czerwca, Kijów, klub «Arena Entertainment».            | Łączny czas:                                                                    | 37:56 |

### Single
| Rok  | Singel                                                 | Utwory | Autorzy                                                | Czas  | Uwagi                                        |
| ---- | ------------------------------------------------------ | --- | ------------------------------------------------------ | ----- | -------------------------------------------- |
| 2002 | Wkrajino moja! (ukr. Вкраїно моя!, pol. Moja Ukraino!) | 1. „Wkrajino moja!” [ukr. „Вкраїно моя!”, pol. „Moja Ukraino!”]                                                       | Muz. Bohdan Daszak, sł. Ołeksandr Siry i Bohdan Daszak | 03:49 | Singel CD, premiera: 11 grudnia              |
| 2002 | Wkrajino moja! (ukr. Вкраїно моя!, pol. Moja Ukraino!) | 2. „Wkrajino moja!” (video version) [ukr. „Вкраїно моя! (video version)”, pol. „Moja Ukraino! (wersja wideo)”]        | Muz. Bohdan Daszak, sł. Ołeksandr Siry i Bohdan Daszak | 03:47 | Singel CD, premiera: 11 grudnia              |
| 2002 | Wkrajino moja! (ukr. Вкраїно моя!, pol. Moja Ukraino!) | Obie wersje utworu wykonane w jęz. ukraińskim.                                                                        | Łączny czas:                                           | 07:36 | Singel CD, premiera: 11 grudnia              |
| 2010 | Ja nie priedam [ros. Я не предам, pol. Ja nie zdradzę] | 1. „Ja nie priedam” [ros. „Я не предам”, pol. „Ja nie zdradzę”]                                                       |                                                        | 03:33 | Digital single, Moon, premiera: 11 listopada |
| 2010 | Ja nie priedam [ros. Я не предам, pol. Ja nie zdradzę] | 2. „Ja nie priedam (Dj T.pash Remix)” [ros. „Я не предам (Dj T.pash Remix)”, pol. „Ja nie zdradzę (Dj T.pash Remix)”] |                                                        | 03:22 | Digital single, Moon, premiera: 11 listopada |
| 2010 | Ja nie priedam [ros. Я не предам, pol. Ja nie zdradzę] | | Łączny czas:                                           | 06:55 | Digital single, Moon, premiera: 11 listopada |
| 2010 | Rasstojanije [ros. Расстояние, pol. Dystans]           | „Rasstojanije” [ros. „Расстояние”, pol. „Dystans”]                                                                    | Muz. Dmitrij Michajłowicz Klimaszenko                  | 03:27 | Digital single, Moon, premiera: 12 listopada |

### Kompilacje
2003:
- До Дж # 2002. Live – CD, JRC (Joint Recording Company); utwór 4/10: „Chatanooga Choo-Choo” [3:32]

2010:
- Главные песни о любви 2 – Наши – CD, Moon Records; utwór 19/22: „Ja nie priedam” (ros. „Я не предам”, pol. „Ja nie zdradzę”) [3:31]
- Все на танцпол! – CD, Moon Records; utwór 16/19: „Ja nie priedam (Dj T-Pash Remix)” [ros. „Я не предам (Dj T-Pash Remix)”, pol. „Ja nie zdradzę (Dj T-Pash Remix)”] [3:21]

2011:
- Vivat DJ’S Top Hits 5 – digital album, Moon Records, premiera: 21 czerwca 2011; utwór 7/14: „Ja nie priedam” (ros. „Я не предам”, pol. „Ja nie zdradzę”) [3:21]
- Welcome Шоу Бизнес – digital album, Moon Records, premiera: 21 czerwca 2011; utwór 8/16: „Rasstojanije” (ros. „Расстояние”, pol. „Dystans”) [3:21]
- Золотой Генофонд Украины 5 – digital album, Moon Records, premiera: 21 czerwca 2011; utwór 13/23: „Ja nie priedam (Dj T-Pash Remix)” [ros. „Я не предам (Dj T-Pash Remix)”, pol. „Ja nie zdradzę (Dj T-Pash Remix)”] [3:21]
- СВЕЖА4ОК 8. Украинские Музыкальные Новости – digital album, Moon Records, premiera: 21 czerwca 2011; utwór 16/22: „Rasstojanije” (ros. „Расстояние”, pol. „Dystans”) [3:20]
- Топ Хиты Радиостанций 5 – digital album, Moon Records, premiera: 21 czerwca 2011; utwór 12/21: „Ja nie priedam (Dj T-Pash Remix)” [ros. „Я не предам (Dj T-Pash Remix)”, pol. „Ja nie zdradzę (Dj T-Pash Remix)”] [3:21]

2012:
- Zvyozdy poyut pesni Dmitriya Klimashenko, Vol. 1 – digital album, Moon Records, premiera: 9 lutego 2012; utwór 12/15: „Rasstojanije” (ros. „Расстояние”, pol. „Dystans”) [3:21]

### Utwory niewydane
2003:
- „Wier´ w czudiesa” [ros. „Верь в чудеса”, pol. „Wierz w cuda”] [3:33]; muz. Igor Czernik, sł. Arkadij Sławorossow
- „Dożdi projdut” [ros. „Дожди пройдут”, pol. „Deszcze przeminą”] [3:22]; muz. Igor Czernik, sł. Arkadij Sławorossow
- „Zwiezda” [ros. „Звезда”, pol. „Gwiazda”] [3:33]; muz. Igor Czernik, sł. Ołeksandr Siry, premiera: 24 kwietnia

2005:
- „Kraj, mij ridnyj kraj” [ukr. „Край, мій рідний край”, pol. „Kraj, mój ojczysty kraj”]; muz. i sł. Mykoła Petrowycz Mozgowy (ukr. Микола Петрович Мозговий); utwór napisany w 1979, stał się przebojem w 1980 w wykonaniu Sofii Rotaru
- „Poloty wo snie i najawu” [ros. „Полёты во сне и наяву”, pol. „Loty we śnie i na jawie”] [4:07]; tytuł utworu może sugerować związek z radzieckim filmem We śnie i na jawie (ros. Полёты во сне и наяву, 1982, reż. Roman Bałajan), jednak owa zbieżność jest przypadkowa
- „Skazka pro lubow´” [ros. „Сказка про любовь”, pol. „Bajka o miłości”] [4:07]; muz. Igor Czernik, sł. Arkadij Sławorossow

2008:
- „Znajesz, nie bywajet...” [ros. „Знаешь, не бывает...”, pol. „Wiesz, nie zdarza się...”] [3:49]; muz. Nykoło Petrasz (ukr. Нyколо Петраш), sł. Ludmiła Ponomarenko (ukr. Людмила Пономаренко)
- „Ole-Ole-Ole (Latino Mix)” [ros. „Оле-Оле-Оле (Латино Микс)”] [3:09]; muz. Dmytro ‘Murik’ Murawycki i Hennadij Djakonow, sł. Dmytro ‘Murik’ Murawycki

2009:
- „Zakrużyła” [ros. „Закружила”, pol. „Zawirowała”] [3:06]
- „Slozy” [ros. „Слёзы”, pol. „Łzy”] [3:11]
- „Schodi s uma” [ros. „Сходи с ума”, pol. „Oszalej”] [3:19] – z raperem Timurem ‘Timatim’ Ildarowiczem Junusowem
- „I Turn to You” – cover utworu z rep. Christiny Aguilery, 1999; muz. i sł. Diane Warren; wersja „na żywo” podczas party z okazji powrotu Assol z Wielkiej Brytanii, Kijów, klub nocny «Fabergé» (ukr. «Фаберже», pisownia oryg. «Faberже»)

2010:
- „Biez Tiebia” [ros. „Без Тебя”, pol. „Bez Ciebie”] [3:31]
- „Nie priedam (DJ Mishel Remix)” [ros. „Не предам” (DJ Mishel Remix), pol. „Nie zdradzę” (DJ Mishel Remix)] [4:05]
- „Ogoń” [ros. „Огонь”, pol. „Ogień”] [3:11]
- „Tajut guby” [ros. „Тают губы”, pol. „Wargi topnieją”] [3:18]

2011:
- „Sto biezumnych dniej” [ros. „Сто безумных дней”, pol. „Sto szalonych dni”] [3:07]
- „Nawsiegda (Dedicated To A.)” [ros. „Навсегда (Dedicated To A.)”, pol. „Na zawsze (Dedykowane A.)”][j] [2:50]; muz. i sł. Assol, premiera: 10 marca, rosyjska stacja L-radio
- „Rasstojanije (Remix)” [ros. „Расстояние (Ремикс)”, pol. „Dystans (Remiks)”] [3:23]
- „Finał” [ros. „Финал”] [2:57]; wersja demo, prod. Artiom ‘Artik’ Umrichin

2012:
- „You Lost Me” – cover utworu z rep. Christiny Aguilery, 2010; muz. i sł. Christina Aguilera, Sia Furler, Samuel Dixon; wersja „na żywo” w eliminacjach 3. ukraińskiej edycji telewizyjnego talent show «X Factor»
- „Ajsbierg” [ros. „Айсберг”, pol. „Góra lodowa”] – cover utworu z rep. Ałły Pugaczowej, 1984; muz. Igor Jurjewicz Nikołajew, sł. Lidija Kozłowa; wersja „na żywo” w eliminacjach 3. ukraińskiej edycji telewizyjnego talent show «X Factor» – wspólnie z Nazarem Chassanem i Sewil Welijewą
- „Gdie ty był?!” [ros. „Где ты был?!”, pol. „Gdzie byłeś?!”] [3:32] – z raperem Artiomem ‘Artikiem’ Umrichinem; prod. Artiom ‘Artik’ Umrichin; premiera: 20 listopada

Rok nagrania nieznany:
- „Wspominaju Tiebia” [ros. „Вспоминаю Тебя”, pol. „Wspominam Cię”] [4:08]
- „Maleńkij bluz” [ros. „Маленький блюз”, pol. „Maleńki blues”] [3:49]
- „Miecztie nawstrieczu” [ros. „Мечте навстречу”, pol. „Marzeniu naprzeciw”] [4:00]

## Działalność koncertowa (wybór)
1997: Debiut w Doniecku – koncerty dziecięcego zespołu Krapłynky (ukr. Краплинки, pol. Kropelki).
2001: 14–15 kwietnia, Donieck, Pałac Młodzieży «Junost´» – udział w Międzynarodowym Festiwalu Jazzowym «Do#Dż» (ukr. Международный Джазовый Фестиваль «Dо#Dж», ang. International Jazz Festival «Do#Dj») – utwór „The Girl from Ipanema” z rep. Astrud Gilberto, zaśpiewany w jęz. angielskim z akompaniamentem Igora Czernika i Ołeha Ratobylskiego; występ zarejestrowany przez telewizję.
2002:
- 2 marca – Donieck, Doniecki Narodowy Akademicki Teatr Opery i Baletu im. Anatolija Sołowjanenki – Assol i jejo druzja (ros. Ассоль и её друзья, pol. Assol i jej przyjaciele) – pierwsza tura koncertów w ramach kampanii promującej debiutancki album Ałyje parusa. Program koncertu:
1. „Ałyje parusa”, 2. „Uletajut sny”, 3. „Taniec pod dożdiom”, 4. „Moja mama”, 5. „W sientiabrie”, 6. „Nie wołnujsia, papa!”, 7. „The Girl from Ipanema”, 8. „Sołniecznaja doroga”, 9. „Ałyje parusa (Remix – dance version)”.
Występ zarejestrowany przez telewizję; czas trwania zapisu wideo: 45:40.
- 21–22 marca, Donieck, Pałac Młodzieży «Junost´» – udział w Międzynarodowym Festiwalu Jazzowym «Do#Dż» – utwór „Chattanooga Choo Choo” z rep. Orkiestry Glenna Millera, zaśpiewany w jęz. angielskim; występ zarejestrowany przez telewizję.
- Gala z okazji dziesięciolecia PrivatBanku – fragmenty koncertu Assol i jejo druzja; występ zarejestrowany przez telewizję.

2003:
- 12–13 maja, Donieck, Pałac Młodzieży «Junost´» – udział w Międzynarodowym Festiwalu Jazzowym «Do#Dż» – m.in. utwór „The Girl from Ipanema” z rep. Astrud Gilberto, zaśpiewany w jęz. angielskim; występ zarejestrowany przez telewizję.
- 28 maja, godz. 19:00 (18:00 czasu polskiego), Kijów, Narodowy Pałac Sztuk «Ukraina» – Zwiezda Assol (ros. Звезда Ассоль, pol. Gwiazda Assol) – druga tura koncertów promujących debiutancki album Ałyje parusa. Program koncertu (pogrubiono tytuły utworów wcześniej niewydanych, tytuły utworów niewykonywanych przez Assol podano kursywą):
1. „Ałyje parusa”, 2. „Wołszebnik” – cz. I (Arkadij F. Szyłkłoper i grupa baletowa Radost´), 3. „Uletajut sny”, 4. „Wołszebnik” – cz. II (Arkadij F. Szyłkłoper i grupa baletowa Radost´), 5. „Taniec pod dożdiom”, 6. „Dożdi projdut”, 7. „Wier´ w czudiesa”, 8. „Moja mama”, 9. „Ulicznyj taniec” (grupy baletowe Soul B i L.W.L.), 10. „W sientiabrie”, 11. „Wołszebnik” – cz. III (Arkadij F. Szyłkłoper), 12. „Nie wołnujsia, papa!”, 13. „The Girl from Ipanema” (solo saksofonowe – Ołeh Ratobylski), 14. „Wkrajino moja!”, 15. „Sołniecznaja doroga”, 16. „Ałyje parusa (Remix – dance version)”, 17. „Zwiezda”.
Występ zarejestrowany przez telewizję; czas trwania zapisu wideo: 1:04:01.

2004: Styczeń – udział w koncercie Piesnia goda 2004 (ros. Песня года 2004, pol. Piosenka roku 2004) u boku gwiazd estrady ukraińskiej – Ani Lorak, Ołeksandra W. Ponomariowa, Iryny Biłyk, Rusłany, Anastasiji Stockiej – i rosyjskiej – Awraama Russa; występ zarejestrowany przez telewizję.
2005: Sierpień – udział w wielkim świątecznym koncercie z okazji Dnia Górnika – utwory w jęz. ukraińskim: „Wkrajino moja!” i „Kraj, mij ridnyj kraj”.
2006: 1 czerwca – udział w koncercie z okazji Międzynarodowego Dnia Dziecka – utwór „Sczitałoczka”; występ zarejestrowany przez telewizję.
2007: Udział w koncercie charytatywnym Zirky ditiam (ukr. Зірки дітям, pol. Gwiazdy dzieciom) – Assol zaśpiewała piosenkę „Moja mama” razem z dziećmi z Dziecięcego Show-Teatru «Czunga-Czanga» (ukr. Дитячий шоу-театр «Чунга-Чанга»); występ zarejestrowany przez telewizję.
2008:
- 3 czerwca, Kijów, klub «Arena Entertainment» – koncert solowy z okazji premiery albumu O tiebie.
- 27 października, Kijów, Narodowy Pałac Sztuk «Ukraina» – występ w benefisie ukraińskiego kompozytora Nykoło (właśc. Nykoło Petrasz, ukr. Николо Петраш) z okazji 10-lecia jego kariery muzycznej – Assol zaśpiewała kompozycję Nykoło „Znajesz, nie bywajet...” oraz w finale, wspólnie z pozostałymi wykonawcami, piosenkę „Moja Ukraina” (ukr. „Моя Україна”) do muz. Nykoło i sł. Jurija Rybczynskiego; występ zarejestrowany przez telewizję.

2009:
- 30 sierpnia, Donieck – występ na festiwalu miejskim «Rozy Donecka» (ukr. «Розы Донецка», pol. «Róże Doniecka»).
- 1 grudnia, Kijów, Pałac Sportu – udział w koncercie z okazji Światowego Dnia AIDS – utwór „Nie priedam”.

2010: 13 lutego, Donieck-Makiejewka, klub nocny «Chocolate» – minirecital Assol.
2011:
- 12 czerwca, Donieck, Donbas Arena – występ na afterparty po wyborach Miss Donbasu – Open 2011 – m.in. utwór „Nie priedam”.
- 28 sierpnia, Donieck, Centralny Park Kultury i Wypoczynku im. Ołeksandra S. Szczerbakowa i Stadion Olimpijski – występy na koncertach z okazji Dnia Miasta Doniecka – m.in. utwór „Finał”.

## Filmografia

### Filmy fabularne
2008: Wiwat, Anna! (ros. Виват, Анна!) – VII część telewizyjnego cyklu filmów historycznych Tajemnice przewrotów pałacowych (ros. Тайны дворцовых переворотов) – jako dziesięcioletnia Anna Leopoldowna; reż. Swietłana Siergiejewna Drużynina (ros. Светлана Сергеевна Дружинина), prod. Wytwórnia Filmowa «Sagittarius» (ros. Киностудия «Сагиттариус»), Rosja, czas trwania 157 min., premiera rosyjska: 16 grudnia 2008; wersja DVD – «CP-Digital», premiera: 3 czerwca 2010.

### Teledyski
2001:
- „Ałyje parusa (dance edit) [ros. „Алые паруса (dance edit)”, pol. „Szkarłatne żagle (wersja taneczna)”] [4:22]
- „Moja mama” [ros. „Моя мама”] [5:08]
- „Taniec pod dożdiom” [ros. „Танец под дождём”, pol. „Taniec w deszczu”] [4:17]
- „Uletajut sny” [ros. „Улетают сны”, pol. „Ulatują sny”] [3:48]

2002: „Wkrajino moja!” [ukr. „Вкраїно моя!”, pol. „Moja Ukraino!”] [3:45]; reż. Ołeksandr Siry, zdj. Michajło Mukasej, premiera: 11 grudnia, godz. 18:00 (17:00 czasu polskiego), Centrum Prasowe Narodowego Pałacu Sztuk «Ukraina» w Kijowie
2005: „Skazka pro lubow´” [ros. „Сказка про любовь”, pol. „Bajka o miłości”] [4:11]; reż. Maksym Papernyk, zdj. Marat Abducharisowicz Adelszyn
2006:
- „Ole-Ole” [ros. „Оле-Оле”] [3:29]; real. Wadim Jakimieniuk, prod. Pistolet Film Production Group, premiera: kwiecień
- „Snieg” [ros. „Снег”, pol. „Śnieg”] [4:25]

2007:
- „Niebo” [ros. „Небо”] [4:25]; prod. Studiya «PRO»
- „Twoj Dien´ rożdienija (Pozdrawlaju tiebia)” [ros. „Твой День рождения (Поздравляю тебя)”, pol. „Twój dzień urodzin (Życzę ci)”] [3:51]

2010:
- „Ja nie priedam” [ros. „Я не предам”, pol. „Ja nie zdradzę”] (wersja promocyjna) [3:35]
- „Ja nie priedam” [ros. „Я не предам”, pol. „Ja nie zdradzę”] [3:30]; reż. Katia Caryk, prod. D.K. Music Producing Centre; teledysk ukazał się na kompilacji DVD, wydanej przez Moon Records / Moon DVD, zatytułowanej 50 widieoklipow ot Moon Records. Łuczszyje widieoklipy Ukrainy 3 [ros. 50 видеоклипов от Moon Records. Лучшие видеоклипы Украины 3, pol. 50 wideoklipów od Moon Records. Najlepsze wideoklipy Ukrainy 3] (poz. 31)[52] oraz na identycznej kompilacji DVD, lecz zatytułowanej Goriaczije chity. 50 super chitow [ros. Горячие Хиты. 50 Супер Хитов, pol. Gorące hity. 50 superhitów], wydanej w 2011 przez wytwórnię Astra[53]
- „Ja nie priedam (Backstage)” [ros. „Я не предам (Backstage)”, pol. „Ja nie zdradzę (Backstage)”] [3:33]; reż. Katia Caryk, prod. D.K. Music Producing Centre

## Nagrody i wyróżnienia (wybór)
2000: Lipiec – dyplom zwyciężczyni w konkursie dziecięcym na 9. Międzynarodowym Festiwalu Sztuk «Słowiański Bazar w Witebsku» (biał. Міжнародны фестываль мастацтваў «Славянскі базар у Віцебску», ros. Международный фестиваль искусств «Славянский базар в Витебске», ang. The International Festival of Arts «Slavianski Bazaar in Vitebsk») na Białorusi.
2002: Dwa dyplomy Rosyjskiego Komitetu ds. Rejestracji Rekordów Planety w kategoriach «Najmłodszy wykonawca, który wydał płytę CD» i «Najmłodszy wykonawca, który wystąpił w solowym koncercie» (w wieku 7 lat, 7 miesięcy i 26 dni).
2005:
- 18 stycznia – nominacja do ścisłego finału konkursu o tytuł «Człowieka Roku – 2004» (ukr. «Людина року – 2004») w kategorii «Młody Talent Roku» (ukr. «Юний талант року»)[54][l].
- Grudzień – «Złota Katarynka» (ros. «Золотая Шарманка») w międzynarodowym konkursie przebojów organizowanym przez Radio «Katarynka» (ros. Радио «Шарманка»).
Dyplom w programie telewizyjnym «10 let Szlagieru» (ros. «10 лет Шлягеру», pol. «10 lat Szlagieru») za wykonanie piosenki „Sczitałoczka”, wraz z autorem i współwykonawcą Dmytrem ‘Murikiem’ Murawyckim.

Rok nieznany: «Kryształowy Róg Obfitości» (ros. «Хрустальный рог изобилия») w międzynarodowym akademickim rankingu «Złota Fortuna» (ros. «Золотая фортуна»).

## Współpracownicy
- Anna Zawadska (Анна Завадская), Aleksandra Myłana (Александра Милана), Anna Czajkowska (Анна Чайковская) – śpiew w chórkach na koncertach
- Dmitrij Michajłowicz Klimaszenko (Дмитрий Михайлович Климашенко) – wokalista, kompozytor, producent muzyczny, odtwórca roli pilota w teledysku „Ja nie priedam”
- Dmytro ‘Murik’ Murawycki (Дмитро 'Мурик' Муравицкий) – wokalista zespołu Green Grey, producent muzyczny, kompozytor i autor tekstów piosenek Assol (album O tiebie), raper, współwykonawca w utworze „Sczitałoczka”
- Ołeh Ratobylski (Олег Ратобыльский), kijowianin – saksofonista jazzowy, wielokrotnie towarzyszący Assol na koncertach
- Arkadij Fimowicz Szyłkłoper (Аркадий Фимович Шилклопер) – rosyjski muzyk jazzowy, waltornista; odtwórca roli Czarodzieja na koncertach Assol
- Timur ‘Timati’ Ildarowicz Junusow (Тимур 'Тимати' Ильдарович Юнусов) – rosyjski raper, współwykonawca w utworze „Schodi s uma”
- Artiom ‘Artik’ Umrichin (Артём 'Артик' Умрихин) – raper i producent muzyczny, współwykonawca i producent utworu „Gdie ty był?!”, producent utworu „Finał”
- Zespół Схід-Side akompaniujący na koncertach
- Grupa baletowa «Assol»
- Grupa baletowa L.W.L.
- Grupa baletowa Radost´
- Grupa baletowa Soul B

## Personel
- Marat Abducharisowicz Adelszyn (Марат Абдухарисович Адельшин) – rosyjski operator, autor zdjęć do teledysku „Skazka pro lubow´”
- Ołeh Woronowy (Олег Вороновый) – współautor projektu artystyczno-marketingowego «Assol», prezes agencji reklamowej «Level» prowadzącej kampanie promocyjne albumów i koncertów Assol
- Wiktorija Myrosławiwna Humeniuk (Вікторія Мирославівна Гуменюк), matka Assol – producent wykonawczy
- Bohdan Daszak (Богдан Дашак), lwowianin – kompozytor i współautor tekstu pieśni „Wkrajino moja!”
- Ludmiła Demczenko (Людмила Демченко) – menedżer
- Hennadij Djakonow (Геннадій Дьяконов) – gitarzysta, współautor kompozycji „Ole-Ole-Ole”
- Michajło Mukasej (Михайло Мукасей) – rosyjski operator, autor zdjęć do teledysku „Wkrajino moja!”
- Jurij Wołodymyrowycz Nikitin (Юрій Володимирович Нікітін) – producent muzyczny, dyrektor kompanii «mamamusic»
- Maksym Jurijowycz Papernyk (Максим Юрійович Паперник) – reżyser teledysku „Skazka pro lubow´”
- Wiktor Pryduwałow (Віктор Придувалов) – reżyser musicalu Metro, w którym Assol wykonała pieśń „Kraj, mij ridnyj kraj”
- Ołeksandr Siry (ukr. Олександр Сірий, ros. Александр Серый) – współautor projektu artystyczno-marketingowego «Assol», producent generalny, prezydent Międzynarodowego Festiwalu Jazzowego «Do#Dż» (ukr. Международный Джазовый Фестиваль «Dо#Dж», ang. International Jazz Festival «Do#Dj»), reżyser i współautor tekstu pieśni „Wkrajino moja!”, prezes ukraińskiej Grupy Medialnej «LeveL».
- Arkadij Sławorossow (Аркадий Славороссов) – autor tekstu piosenki „Sołniecznaja doroga”
- Swietłana Stawcewa (Светлана Ставцева) – wykładowczyni sztuki wokalnej, nauczycielka bluesa i standardów jazzowych
- Katia Caryk (Катя Царик) – reżyser teledysku „Ja nie priedam”
- Igor Czernik (Игорь Черник), moskwianin – kompozytor i autor tekstów piosenek Assol (album Алые паруса), producent dźwięku, współautor projektu artystyczno-marketingowego «Assol»
- Wadim Jakimieniuk (Вадим Якименюк) – realizator teledysku „Ole-Ole”
- D.K. Music Producing Centre – produkcja teledysku „Ja nie priedam”
- Pistolet Film Production Group – produkcja teledysku „Ole-Ole”